# Björktjärnen, Gästrikland
Björktjärnen är en sjö i Ockelbo kommun i Gästrikland och ingår i Testeboåns huvudavrinningsområde.